# كينيث كاوندا
كينيث ديفيد كاوندا (بالإنجليزية: Kenneth David Kaunda)‏ (28 أبريل 1924 - 17 يونيو 2021)، المعروف أيضًا باسم KK، كان سياسيًا زامبيًا شغل منصب أول رئيس لزامبيا من عام 1964 إلى عام 1991. كان في طليعة الكفاح من أجل الاستقلال عن الحكم البريطاني. وبسبب عدم رضاه عن قيادة هاري نكومبولا للمؤتمر الوطني الأفريقي لشمال روديسيا، انفصل وأسس المؤتمر الوطني الأفريقي الزامبي، وأصبح فيما بعد رئيسًا لحزب الاستقلال الوطني المتحد (UNIP). كان أول رئيس لزامبيا المستقلة.
في عام 1973 في أعقاب العنف القبلي والحزبي، جرى حظر جميع الأحزاب السياسية باستثناء حزب الاستقلال الوطني المتحد من خلال تعديل الدستور بعد التوقيع على إعلان شوما، وفي الوقت نفسه، أشرف كاوندا على الاستحواذ على حصص الأغلبية في الشركات الأجنبية الرئيسية المملوكة. وضعت أزمة النفط عام 1973 وتراجع عائدات الصادرات زامبيا في حالة أزمة اقتصادية، وأجبر الضغط الدولي كاوندا على تغيير القواعد التي أبقته في السلطة.
في عام 1991، جرت انتخابات متعددة الأحزاب، حيث أطاح فريدريك شيلوبا، زعيم الحركة من أجل الديمقراطية متعددة الأحزاب، بكاوندا.
جُرّد كاوندا من الجنسية الزامبية لفترة وجيزة في عام 1999، ولكن أُلغيَ القرار في العام التالي.

## مرضه ووفاته
في 14 يونيو 2021، أُدخل كاوندا إلى مستشفى ماينا سوكو العسكري في لوساكا لعلاج حالة طبية لم يُكشف عنها، حيث قالت الحكومة إن المسعفين يبذلون قصارى جهدهم لتعافيه، على الرغم من أنه لم يكن من الواضح ما هي حالته الصحية الحالية. في 15 يونيو 2021، كُشف عن علاجه من الالتهاب الرئوي، والذي كان وفقًا لطبيبه مشكلة متكررة في صحته. في 17 يونيو 2021، أُكّد خبر وفاته عن عمر ناهز 97 عامًا بعد مرض قصير في مستشفى ماينا سوكو العسكري. ونشر الرئيس إدغار لونغو على صفحته على فيسبوك أن زامبيا أعلنت الحداد الوطني لمدة 21 يومًا، وأعلن رئيس بوتسوانا، الدكتور موكويتسي إريك كيبيتسوي ماسيسي، فترة حداد لمدة سبعة أيام في بوتسوانا.

## روابط خارجية
- كينيث كاوندا على موقع IMDb (الإنجليزية)
- كينيث كاوندا على موقع الموسوعة البريطانية (الإنجليزية)
- كينيث كاوندا على موقع مونزينجر (الألمانية)
- كينيث كاوندا على موقع ميوزك برينز (الإنجليزية)
- كينيث كاوندا على موقع إن إن دي بي (الإنجليزية)
- كينيث كاوندا على موقع ديسكوغز (الإنجليزية)
- كينيث كاوندا على موقع قاعدة بيانات الفيلم (الإنجليزية)

| المناصب السياسية | المناصب السياسية        | المناصب السياسية    |
| ---------------- | ----------------------- | ------------------- |
| سبقه -           | رئيس زامبيا 1964 - 1991 | تبعه فريدريك شيلوبا |